# 神よニュージーランドを守り給え
「神よニュージーランドを守り給え」（かみよニュージーランドをまもりたまえ、英語: God Defend New Zealand）あるいは「アオテアロア」（マオリ語: Aotearoa）はニュージーランドの国歌のひとつである。英国国歌である「国王陛下万歳」も法的には国歌として同等に扱われているが、「神よニュージーランドを守り給え」の方がより一般的にニュージーランド国歌として使用されている。 
トーマス・ブラッケン (Thomas Bracken)が書いた詩に、1876年に行われたコンペティションでジョン・ジョセフ・ウッズ (John Joseph Woods) が作った曲がつけられたものである。ニュージーランドの賛歌として歌い継がれていき、最終的に1977年に第二の国歌に定められた。
なお、歌詞には英語版だけでなくマオリ語版の歌詞があり、1990年代後半以降、スポーツの国際試合など公式の場で斉唱する際は、最初にマオリ語で、次に英語で歌うのが通例となっている。

## 歴史

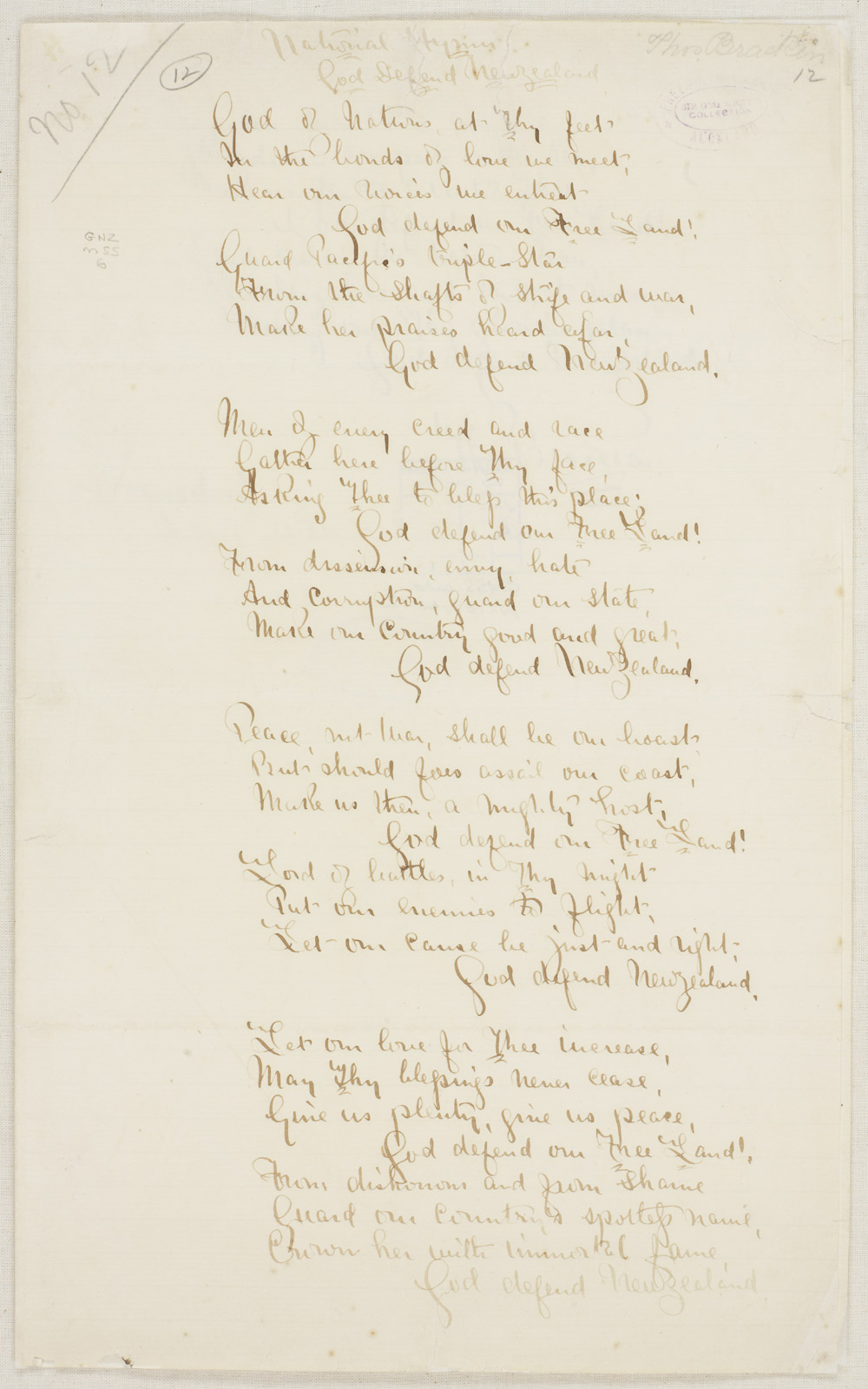
トーマス・ブラッケンによる「神よニュージーランドを守り給え」のオリジナル原稿

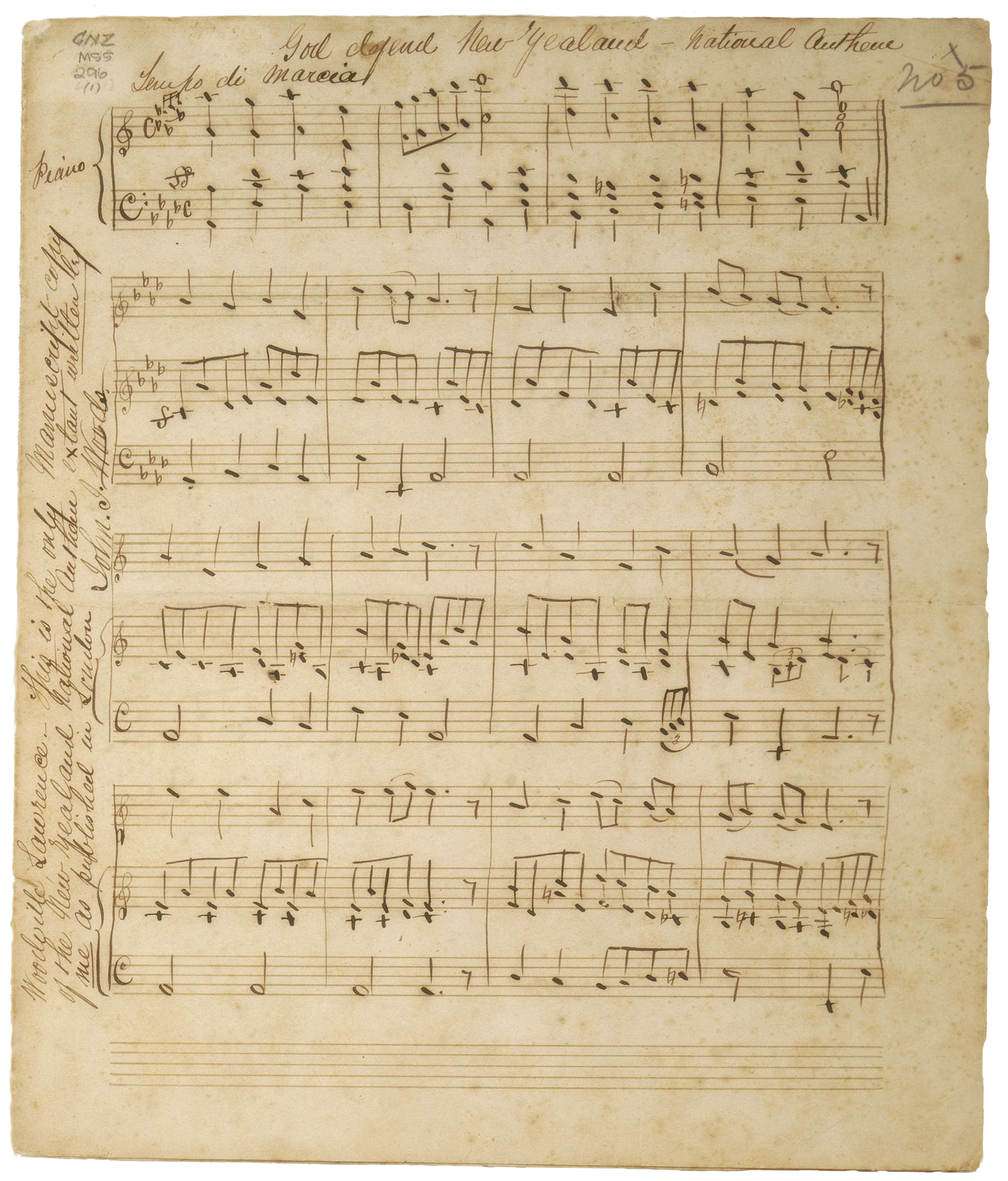
ブラッケンの詩に対してウッズが付けた曲のオリジナル原稿の最初のページ

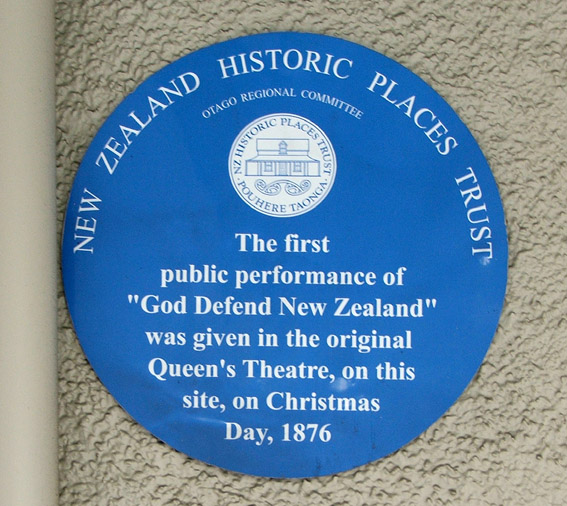
ダニーデンにあるこの曲の最初の公演が行われたことを記念するモニュメント

「神よニュージーランドを守り給え」の詩は、ヴィクトリア朝期にアイルランドからダニーデンへと渡った移民トーマス・ブラッケンによって、1870年代に執筆された。  1876年、この詩に対し曲を付けるためのコンペティションが開催され、審査の結果、ヴァン・ディーメンズ・ランド（現在のオーストラリア・タスマニア州）出身のローレンス（ニュージーランド）（英語: Lawrence, New Zealand）の音楽家ジョン・ジョセフ・ウッズが一晩で書き上げた曲が優勝となった 。 初演は1876年のクリスマスに、ダニーデンのプリンセス・ストリートにあるクイーンズ・シアターで行われ 、1878年2月には楽譜が出版された。
マオリ語版の歌詞は1878年にジョージ・エドワード・グレイ首相の求めに応じ、オークランド在住のネイティブ・ランド・コート（英語: Māori Land Court）（原住民土地裁判所）の裁判官であるトーマス・ヘンリー・スミスによって作詞された。アオテアロアと名付けられたマオリ語版の歌詞は、1878年10月にオタゴの各紙にて発表された。
1897年にはリチャード・セドン首相がヴィクトリア女王に対し詩と曲の写しを献上した。この歌は19世紀から20世紀初頭にかけて次第に人気を博し、ニュージーランド併合100周年となる1940年にはニュージーランド政府はこの曲の著作権を購入し、ニュージーランドの「国の賛歌（national hymn）」とした。  1950年以降のブリティッシュ・エンパイア・ゲームズでも使用されるようになり、1972年ミュンヘンオリンピックにおいては初めてオリンピックでこの曲が歌われた。ミュンヘンオリンピック以後、この曲を正式に「国歌（national anthem）」として採用するよう求めるキャンペーンが行われることになった。1973年5月には、最終的に否決されたものの、ニュージーランド労働党の全国大会において「ニュージーランドが共和制を宣言し国旗と国歌を変更する」という案が議論された。1976年、ダニーデン出身のガース・ヘンリー・ラッタ(Garth Henry Latta)がニュージーランド議会に対し、「神よニュージーランドを守り給え」を国歌にするよう請願書を提出した。1977年11月21日、エリザベス2世の許可が下りたことにより、この曲は「女王陛下万歳」と対等な第二の国歌とすることが告示された 。
1979年5月31日には、国歌斉唱用の公式編曲がマクスウェル・ファーニー（英語: Maxwell Fernie）によって新たに行われたことが、アラン・ハイエット（英語: Allan Highet）内務相によって発表された。ウッズの作曲したオリジナルの楽譜は独唱や合唱に適した変イ長調のキーで書かれていたが、ファーニーはキーを半音下げてト長調に変更した。 
1990年代までは、英語版の一番の歌詞のみが一般的に歌われていた。しかし、1999年のラグビーワールドカップのイングランド戦においてマオリ語版の一番の歌詞で歌われたことがきっかけとなって議論となり、現在ではマオリ語と英語の両方の一番の歌詞を順番に歌うのが慣例となっている。

## ニュージーランド万博歌
1987年、内務省からの委託を受けアラン・スレーター（英語: Alan Slater）が新たな編曲版を作成し、ブリスベン国際レジャー博覧会にて使用された。 この曲はニュージーランド万博歌（英語: The New Zealand Expo Song）と名付けられた。これは、まずマオリ語の一番の歌詞をアニー・クラマー（英語: Annie Crummer）が歌い、次にピーター・モーガン（英語: Peter Morgan）が歌う英語の二番、ダルヴァニウス・プライム（英語: Dalvanius Prime）とパテア・マオリ・クラブ（英語: Patea Māori Club）が歌うマオリ語の四番と続き、さらに英語の五番の歌詞をクラマーとモーガンが歌った後、最後に全員で英語の一番の歌詞を歌う、というものであった。演奏はNZ Youth Jazz Orchestraが務めた。 このバージョンは、1988年の第2四半期から1990年代初頭までのTVNZの放送オープニングとして、ニュージーランドの風景、動物、植物などのビデオ映像と共に使用された。

## 外交儀礼上の使い分け
国歌に対しての責任はニュージーランド文化遺産省（英語: Ministry for Culture and Heritage）が持っている。1977年の官報通知で示されたどちらの国歌を使用するかのガイドラインによると、女王・王室の一員・ニュージーランド総督が公式な場に出席している場合や、王室への忠誠を強調する場合には「女王陛下万歳」を使用し、一方でニュージーランドのナショナル・アイデンティティが強調されるべきときはエリザベス2世がニュージーランド女王として出席している場であっても「神よニュージーランドを守り給え」の方が適切であると述べている。

## 著作権
英語版の歌詞の著作権は、作詞者であるブラッケンの死後50年が経過した1949年1月1日に消滅した。また、楽譜の権利も1980年代にパブリックドメインに移行している。

## 歌詞

### 神よニュージーランドを守り給え（英語版）
1. God of Nations at Thy feet,
In the bonds of love we meet,
Hear our voices, we entreat,
God defend our free land.
Guard Pacific's triple star
From the shafts of strife and war,
Make her praises heard afar,
God defend New Zealand.
2. Men of every creed and race,
Gather here before Thy face,
Asking Thee to bless this place,
God defend our free land.
From dissension, envy, hate,
And corruption guard our State,
Make our country good and great,
God defend New Zealand.
3. Peace, not war, shall be our boast,
But, should foes assail our coast,
Make us then a mighty host,
God defend our free land.
Lord of battles in Thy might,
Put our enemies to flight,
Let our cause be just and right,
God defend New Zealand.
4. Let our love for Thee increase,
May Thy blessings never cease,
Give us plenty, give us peace,
God defend our free land.
From dishonour and from shame,
Guard our country's spotless name,
Crown her with immortal fame,
God defend New Zealand.
5. May our mountains ever be
Freedoms ramparts on the sea,
Make us faithful unto Thee,
God defend our free land.
Guide her in the nations' van,
Preaching love and truth to man,
Working out Thy glorious plan,
God defend New Zealand.

### アオテアロア（マオリ語版）
1. E Ihowā Atua,
O ngā iwi mātou rā
āta whakarongona;
Me aroha noa
Kia hua ko te pai;
Kia tau tō atawhai;
Manaakitia mai
Aotearoa
2. ōna mano tāngata
Kiri whero, kiri mā,
Iwi Māori Pākehā,
Rūpeke katoa,
Nei ka tono ko ngā hē
Māu e whakaahu kē,
Kia ora mārire
Aotearoa
3. Tōna mana kia tū!
Tōna kaha kia ū;
Tōna rongo hei pakū
Ki te ao katoa
Aua rawa ngā whawhai
Ngā tutū e tata mai;
Kia tupu nui ai
Aotearoa
4. Waiho tona takiwā
Ko te ao mārama;
Kia whiti tōna rā
Taiāwhio noa.
Ko te hae me te ngangau
Meinga kia kore kau;
Waiho i te rongo mau
Aotearoa
5. Tōna pai me toitū
Tika rawa, pono pū;
Tōna noho, tāna tū;
Iwi nō Ihowā.
Kaua mōna whakamā;
Kia hau te ingoa;
Kia tū hei tauira;
Aotearoa

### マオリ語の日本語の音訳
1. エ イホワー アトゥア,
オ カ゚ー イウィ マートウ ラー
アータ ファカロコ゚ナ;
メ アロハ ノア
キア フア コ テ パイ;
キア タウ トー アタファイ;
マナアキティア マイ
アオテアロア
2. オーナ マノ ターカ゚タ
キリ フェロ, キリ マー,
イウィ マーオリ パーケハー,
ルーペケ カトア,
ネイ カ トノ コ カ゚ー ヘー
マウ エ ファカアフ ケー,
キア オラ マーリレ
アオテアロア
3. トーナ マナ キア トゥー!
トーナ カハ キア ウー;
トーナ ロコ゚ ヘイ パクー
キ テ アオ カトア
アウア ラワ カ゚ー ファファイ
カ゚ー トゥトゥー エ タタ マイ;
キア トゥプ ヌイ アイ
アオテアロア
4. ワイホ トナ タキワー
コ テ アオ マーラマ;
キア フィティ トーナ ラー
タイアーフィオ ノア.
コ テ ハエ メ テ カ゚カ゚ウ
メイカ゚ キア コレ  カウ;
ワイホ イ テ ロコ゚ マウ
アオテアロア
5. トーナ パイ メ トイトゥー
ティカ ラワ, ポノ プー;
トーナ ノホ, ターナ トゥー;
イウィ ノー イホワー.
カウア モーナ ファカマー;
キア ハウ  テ イコ゚ア;
キア トゥー ヘイ タウイラ;
アオテアロア

「Pacific's triple star」の意味
英語版の一番の歌詞にある「Pacific's triple star」（太平洋の三重星）が何を意味するかについては、公式には説明はなされておらず、いくつかの説がある。 非公式の説としては、ニュージーランドの3つの島（ 北島 、 南島 、スチュアート島 ）を表しているとする説や、19世紀のマオリ族の政治的・宗教的指導者であったテ・クーティ（英語: Te Kooti）の旗に描かれた3つ星を表しているという説がある 。
「whakarangona」に関する注記
1878年にトーマス・ヘンリー・スミスによって作られたマオリ語歌詞のオリジナル版では、一番の歌詞に"whakarangona"という語が現れる。これは「聞く」を意味する動詞"whakarongo"の受動形である。しかし、1940年にニュージーランドの賛歌（national hymn）に制定された際、誤って"whakarongona"とされてしまった。ニュージーランド文化遺産省は前者の"whakarangona"を使用し続けているが、後者のバージョンも様々な場で見られるようになっている。

## 日本語訳

### マオリ語版
おお すべての民の

神よ 主よ

我らの願いを聞き給え

我らを慈しみ給え

我らに繁栄をもたらし給え

我らを祝福し給え

神よ守り給え

アオテアロアを

### 英語版
神の下に在りたる国

愛の絆は我らを結ぶ

届け 我らの声

神よ我らの自由なる地を守り給え

太平洋に輝く三つの星

敵の矢と戦から護り給え

遠く響き渡る主への賛美

神よニュージーランドを護り給え

## 批判
「神よ、ニュージーランドを守り給え」の歌詞と曲は、いくつかの方面で不適切であると批判されてきている。具体的には、”thy”、”thee” （二人称単数代名詞”thou”の所有格・目的格。現代英語ではほぼ使用されない）、”ramparts”（塁壁）、”assail”（猛攻する）、”nations' van”（国家の前衛）などといった表現や概念が時代遅れであると指摘される場合があった。また、曲に関してはオリジナルの高さで歌うのは難しいという指摘もあった。しかし、この曲に代わって広く受け入れられるような国歌の代案は見つかっておらず、大きな反対運動にはなっていない。